# Heinz Warneke
Heinz Warneke (ur. 30 czerwca 1895, zm. 1983) – amerykański rzeźbiarz, najbardziej zapamiętany jako animalista. Jego „rola w ruchu rzeźbienia bezpośredniego zapewniła mu miejsce w annałach rzeźby amerykańskiej XX wieku”. W 1935 roku Heinz otrzymał Złoty Medal Widenera za swoją rzeźbę Dziki.

## Życiorys
Artysta urodził się jako Henrich Johann Dietrich Warneke w Hagen bei Leeste, małej wiosce niedaleko Bremy w Niemczech. Studiował na Akademii Sztuk Pięknych w Berlinie. Tam wśród jego nauczycieli był Karl Blossfeldt.
W czasie I wojny światowej Warneke był członkiem Niemieckiej Komisji Zabytków, ale w 1923 r. przeniósł się do Nowego Jorku. Lata 1927–1932 spędził w Paryżu, tworząc socrealizm, art deco i prymitywizm. Po powrocie do Stanów Zjednoczonych Warneke podjął się wielu zleceń dla administracji Works Progress.
Swoimi umiejętnościami dzielił się z młodymi studentami sztuki, ucząc rzeźby w różnych instytucjach. Od 1943 do 1968 Warneke wykładał na Uniwersytecie George’a Washingtona i w Corcoran School of Art.
Heinz Warneke zmarł w Connecticut w 1983 roku.

## Wybrane prace
- Wild Boars, Smithsonian American Art Museum, Waszyngton, D.C., około 1931[7].
- Syn marnotrawny, Katedra Narodowa, Waszyngton, D.C., 1932 – 1939[8].
- Imigrant, Ellen Phillips Samuel Memorial, Fairmount Park, Filadelfia, Pensylwania, 1933[9].
- Bears Playing, Harlem River Houses, Nowy Jork, 1938[10].
- Słoń afrykański i cielę, Zoo w Filadelfii, Pensylwania, 1962[11].

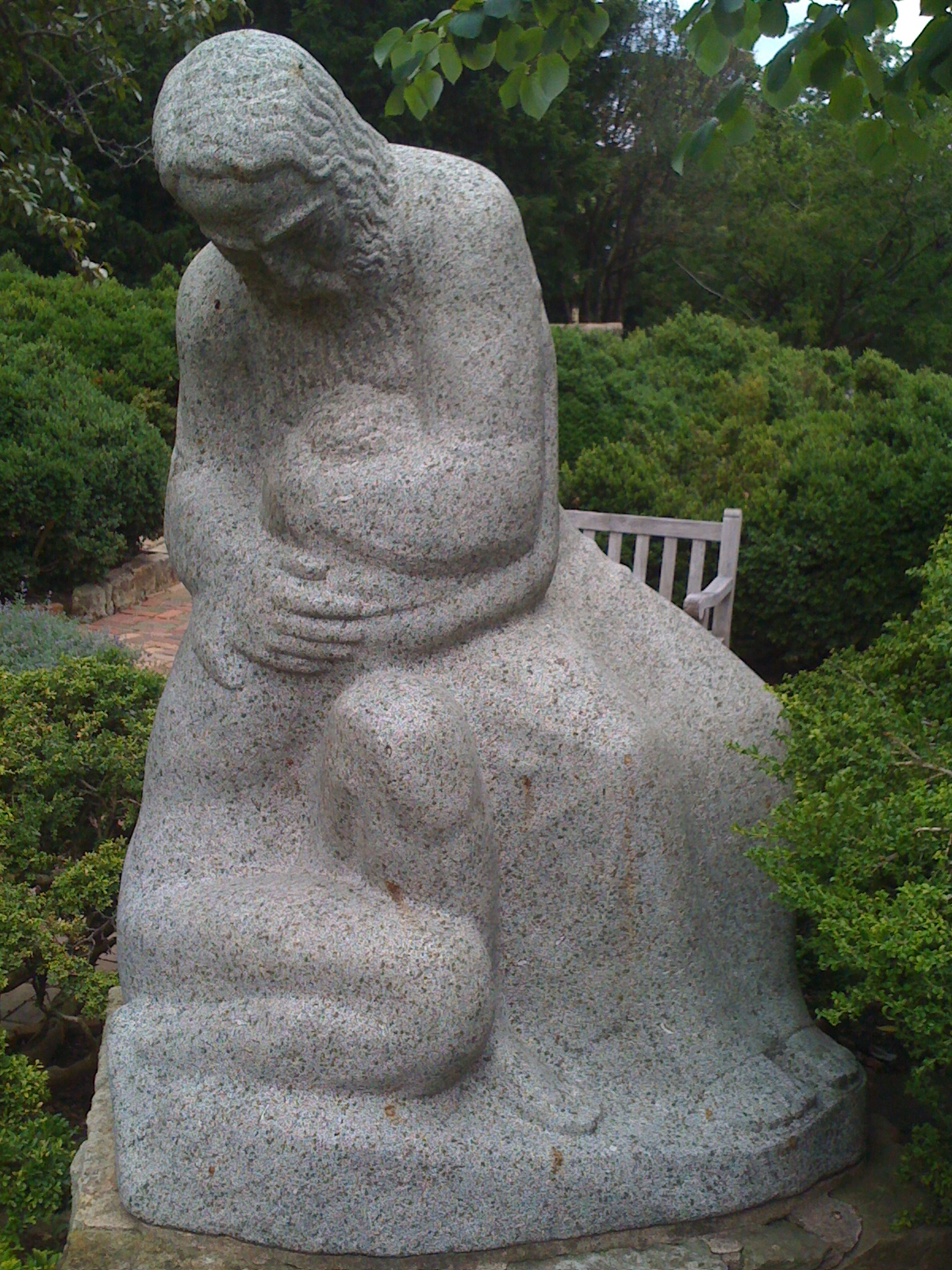
Syn marnotrawny (1932 – 39), Katedra Narodowa w Waszyngtonie
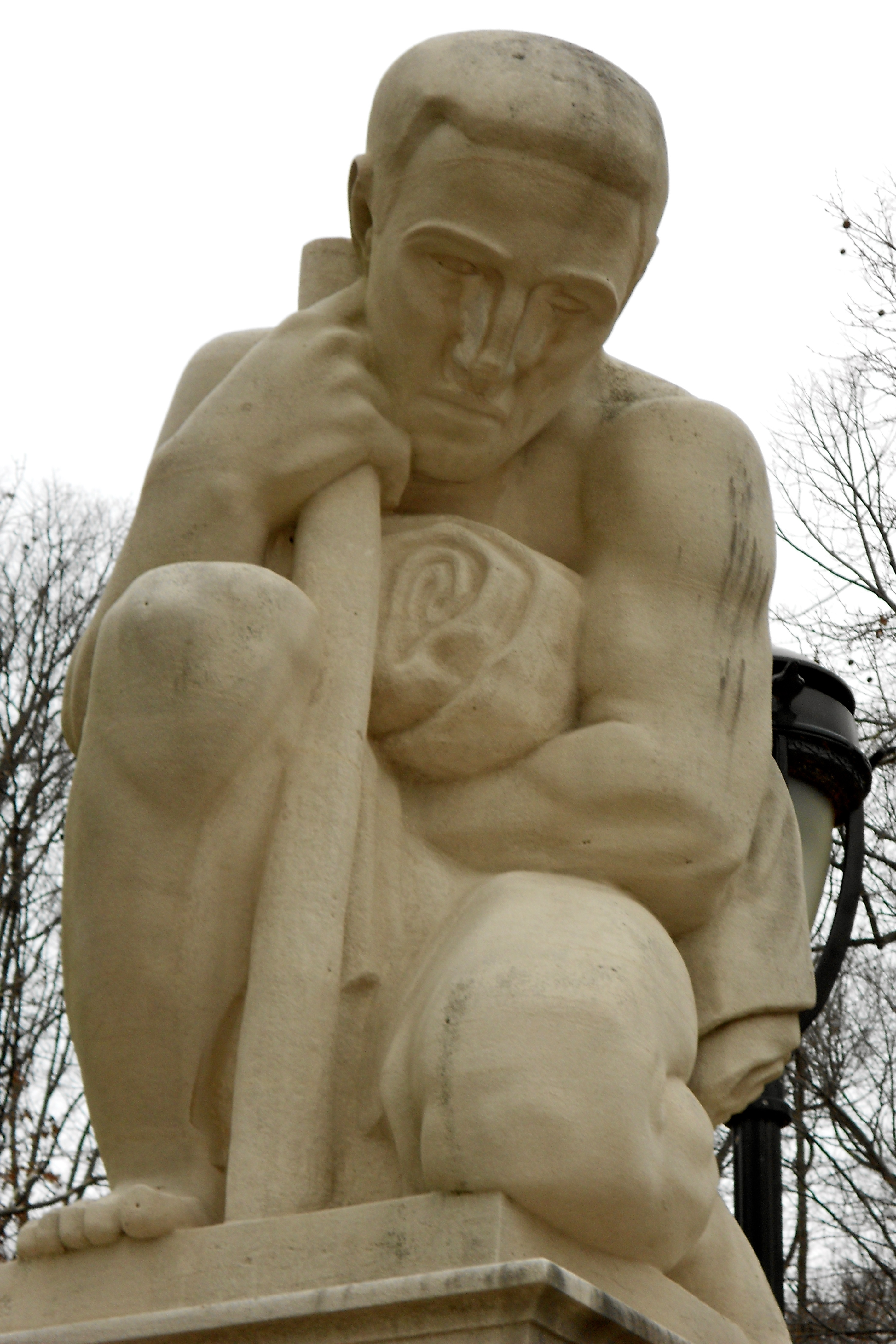
Imigrant (1933), Fairmount Park, Filadelfia
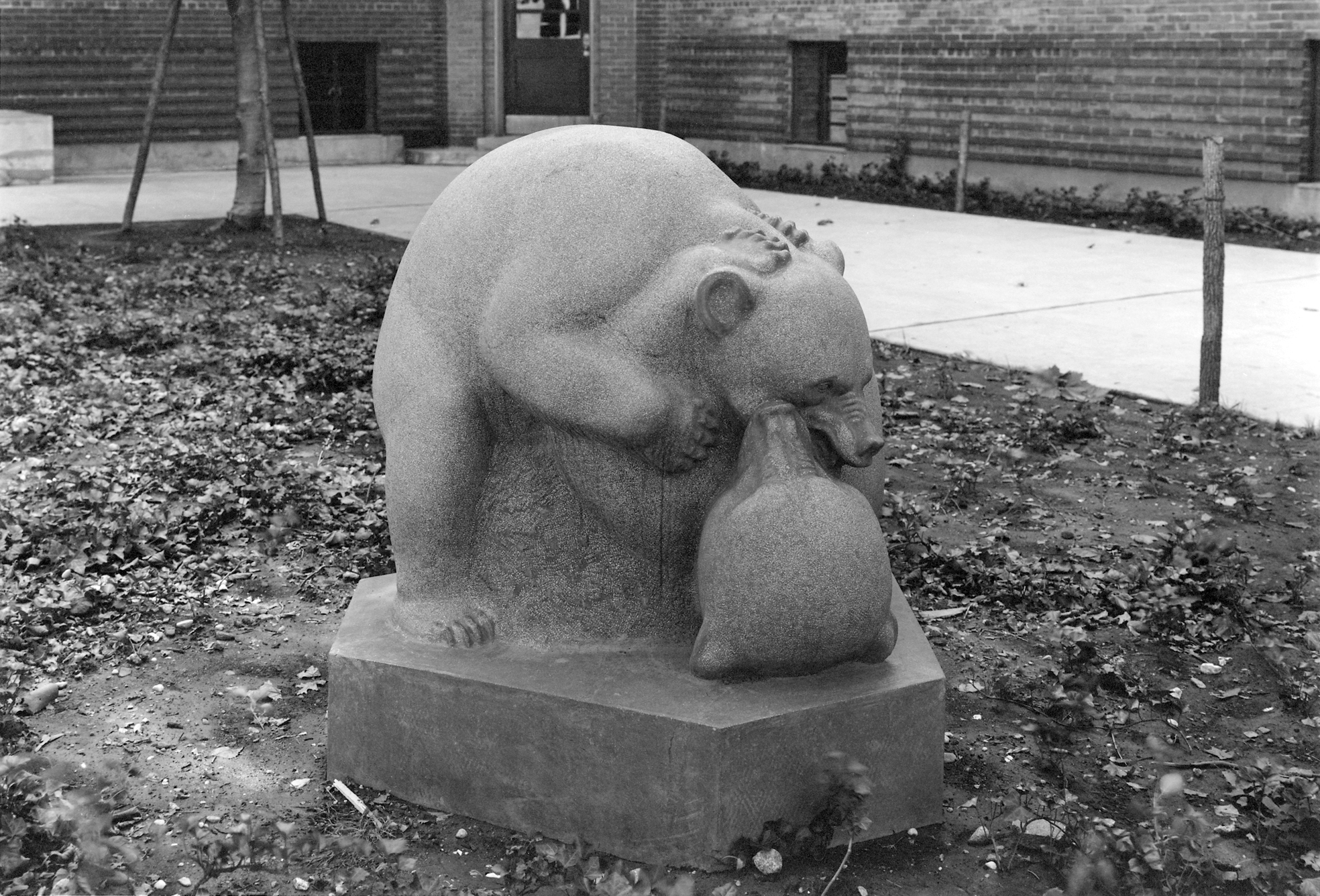
Bears Playing (1938), Harlem River Houses, Nowy Jork